# راي إليوت (لاعب كريكت)
راي إليوت (بالإنجليزية: Ray Elliott)‏ (1917 في أستراليا - 8 سبتمبر 1997 في أستراليا) هو لاعب كريكت أسترالي. لعب مع فريق تسمانيا للكريكت.

## وصلات خارجية
- راي إليوت (لاعب كريكت) على موقع إي آس بي آن كريك إنفو (الإنجليزية)